# Institut d'Investigació Biomèdica de Bellvitge
L'Institut d'Investigació Biomèdica de Bellvitge (IDIBELL) és un centre de recerca en biomedicina fundat el 2004, que forma part dels Centres de Recerca de Catalunya (CERCA) de la Generalitat de Catalunya.

## Descripció
L'Institut d'Investigació Biomèdica de Bellvitge, situat a l'Hospitalet de Llobregat, és un centre participat per l'Hospital Universitari de Bellvitge i l'Hospital de Viladecans de l'Institut Català de la Salut, l'Institut Català d'Oncologia, la Universitat de Barcelona i l'Ajuntament de l'Hospitalet de Llobregat. El 2017, el Centre de Medicina Regenerativa de Barcelona (CMR[B]), que des del 2020 forma part de l'IDIBELL, inicia el desplegament del Programa de Translació Clínica de Medicina Regenerativa de Catalunya (P-CMR[C]). És membre del Campus d'Excel·lència Internacional de la Universitat de Barcelona (HUBc). La seva activitat investigadora està centrada en el càncer, les neurociències, la medicina translacional i la medicina regenerativa. El 2009 es va convertir en un dels primers cinc centres de recerca espanyols acreditats com a institut de recerca en salut per l'Institut de Salut Carlos III. Actualment está dirigit pel Dr. Gabriel Capellá, pioner en la implantació d'unitats de genètica del càncer i proves moleculars del càncer hereditari.

## Reconeixements
L'any 2010 fou considerat com el segon millor centre de recerca a Espanya en el seu àmbit.
El 2015, la Comissió Europea va reconèixer IDIBELL amb el premi "HR Excellence in Research", que identifica IDIBELL com a proveïdor i defensor d'un entorn de treball en recerca estimulant.